# Got the Noise
Got the Noise è il sesto album di studio del gruppo pop punk tedesco Donots, pubblicato il 21 giugno 2004. Nell'album figurano come ospiti le rock band 3 Colours Red e A.
Ne esiste anche un'edizione limitata con un DVD bonus.

## Tracce
1. We Got The Noise – 3:46
2. Knowledge – 2:57
3. Wretched Boy – 3:39
4. It's Over – 3:36
5. Disappear – 2:53
6. Life Ain't Gonna Wait – 3:51
7. Alright Now – 3:20
8. Good-Bye Routine – 2:51
9. Your Way Home – 3:04
10. The Jerk Parade – 2:58
11. Cough It Up – 2:58
12. Better Days (Not Included) – 2:28
13. Punchline – 2:50

### Bonus track (Giappone)[3]
1. Simple - 3:11
2. Broken Halo - 4:04

## Formazione
- Ingo Knollmann - voce
- Guido Knollmann - chitarra
- Alex Siebenbiedel - chitarra
- Jan Dirk Poggemann - basso
- Eike Herwig - batteria